# 이와모토 요시하루

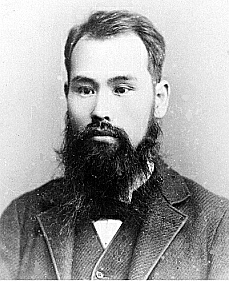

이와모토 요시하루(일본어: 巌本 善治: 1863년 7월 30일(분큐 3년 음력 6월 15일)-1942년(쇼와 17년) 10월 6일)는 일본의 사업가, 여성교육자다.
다지마국 이즈번(현 효고현 이즈정)의 유신 이노우에 나카타다의 차남으로 태어났다. 1868년(게이오 4년) 외삼촌인 후쿠모토번 가로 이와모토 노리하루의 양자가 되었다. 1876년(메이지 9년) 상경하여 나카무라 마사나오의 동인사에서 영어, 한문, 자유주의를 배웠다. 1880년(메이지 13년) 츠다 센의 학농사농학교로 가서 이듬해부터 『농업잡지』에 소논문을 썼다. 니노미야 손토쿠의 『보덕기』를 애독했다.
1884년(메이지 17년) 시타야교회(현 일본기독교단 토시오카교회)에서 키무라 쿠마지에게 세례를 받았다. 1885년(메이지 18년) 『여학잡지』를 창간하고 같은 해 가을 메이지 여학교 발기인에 이름을 올렸다.